# Maurice Sénart
  Maurice Sénart (* 29. Januar 1878 in Paris; † 22. Mai 1962 ebenda) war ein französischer Notenstecher und Musikverleger.

## Leben
Maurice Sénart begann als 14-Jähriger beim Notenstecher J. Guillemard in Paris; danach arbeitete er beim Stechermeister Bodet, wo er sich mit dessen Kunden, dem Komponisten Alexandre Guilmant, anfreundete. 1902 übernahm er die Werkstatt Bodets und 1908 gründete Sénart zusammen mit Benjamin Roudanez einen Musikverlag, dessen erstes Unternehmen es war. Ziel war es unter der Leitung Vincent d’Indys eine Volksausgabe klassischer Musik zu 25 Centimes herauszubringen; mehrere Sammlungen mit alter Musik folgten. In der Wahl von Werken für Sammlungen zeitgenössischer Musik war er weniger glücklich. 1912 wurde Sénart alleiniger Leiter des Verlages und brachte während des Krieges seine Edition nationale de musique classique heraus. Da er Schwierigkeiten hatte, die Finanzierung seines Programmes zu sichern, assoziierte er sich 1920 mit Albert Neuburger und wandelte die Firma in eine Aktiengesellschaft um. Neuburger wurde künstlerischer Leiter des Verlages, während sich Sénart sich von nun an hauptsächlich seiner Imprimerie francaise de musique widmete. Der Verlag baute die Edition nationale weiter aus, indem er besonders die Arbeitsausgabe Alfred Cortots sowie Lehrwerke von Paul Bazelaire, Lucien Capet (1873–1928) u. a. einbezog.
Ende 1925 enthielt der Verlagskatalog ungefähr 5000 Nummern. Anfang 1941 wurde infolge der Zwangsmaßnahmen der deutschen Besetzer gegen jüdische Unternehmen ein vorläufiger Verwalter eingesetzt und der Verlag Sénart von den Éditions Salabert aufgekauft.

## Sammlungen (Auswahl)
- Musique de Chambre (Hrsg. J. Peyrot und J. Rebuffat)
- Édition Nationale de Musique Classique (ab 1918)
- Chants de France et d'Italie (Hrsg. Henry Expert)
- Die Denkmäler der französischen Musik der Renaissance (1924–29, 10 Bände, Henry Expert)
- Gesamtwerk Arthur Honeggers